# Pseudoanthidium ivanovi
Pseudoanthidium ivanovi är en biart som först beskrevs av Mavromoustakis 1954.  Pseudoanthidium ivanovi ingår i släktet Pseudoanthidium och familjen buksamlarbin. Inga underarter finns listade i Catalogue of Life.